# Nicolas Durand de Villegaignon
Nicolas Durand de Villegaignon, a volte anche Villegagnon, (Villegaignon, 1510 – Beauvais, 9 gennaio 1571), è stato un ammiraglio francese, Cavaliere di Malta, che tentò di aiutare gli ugonotti a fuggire dalla Francia per scampare alla persecuzione. Fu un personaggio pubblico notevole per i suoi tempi. Era un misto di soldato, scienziato, esploratore, avventuriero e imprenditore. Combatté i pirati nel Mediterraneo e partecipò a diverse guerre.

## Biografia
Villegagnon era nipote di Philippe Villiers de L'Isle-Adam, Gran Maestro dell'Ordine di Malta. Venne ordinato cavaliere nel 1521.
Combatté in numerose campagne contro l'Impero ottomano. Anche se i francesi di solito si astennero dal partecipare ad azioni contro gli Ottomani, a seguito dell'alleanza franco-ottomana, la prima fedeltà di Villegagnon era verso l'Ordine di Malta, che generalmente sosteneva gli Asburgo e combatteva gli Ottomani. Villegagnon partecipò alla sfortunata spedizione contro Algeri del 1541. Combatté inoltre contro gli ottomani in Ungheria nel 1542, dopo l'assedio di Buda e fino al 1546.
Nel 1548, comandò la flotta navale francese che portò in Francia Maria Stuarda, allora cinquenne, dato che era stata promessa in sposa al Delfino di Francia. Questa fu un'operazione audace, realizzata segretamente facendo vela con le galee intorno alla Scozia, mentre la flotta inglese si aspettava un attacco dalla direzione opposta. Tornato in Scozia nel marzo 1549, nel mese di febbraio aveva contribuito a catturare agli inglesi il Castello di Ferniehirst. I comandanti discussero quindi la loro prossima mossa. Nicolas insistette sulla necessità di fermarsi a costruire una fortificazione a Roxburgh e decise la posizione migliore. L'alto comando scozzese diede un parere che risultò inconcludente, ma alla fine, dopo l'intervento dell'ambasciatore francese Henri Cleutin, venne adottato il piano di Nicolas.
Villegagnon contribuì a respingere gli ottomani da Malta nel 1551, prima di andare a condurre l'invasione di Gozo.
Fu quindi presente all'assedio di Tripoli contro l'Impero ottomano e scrisse un resoconto sullo stesso nel 1553. Difese con coraggio Gaspard de Vallier, il Comandante sconfitto di Tripoli, che era stato pesantemente criticato dal Gran Maestro Juan de Homedes che volle assegnare tutta la colpa della sconfitta a Vallier. Nicolas lo difese strenuamente mettendo in risalto la doppiezza di de Homedes.

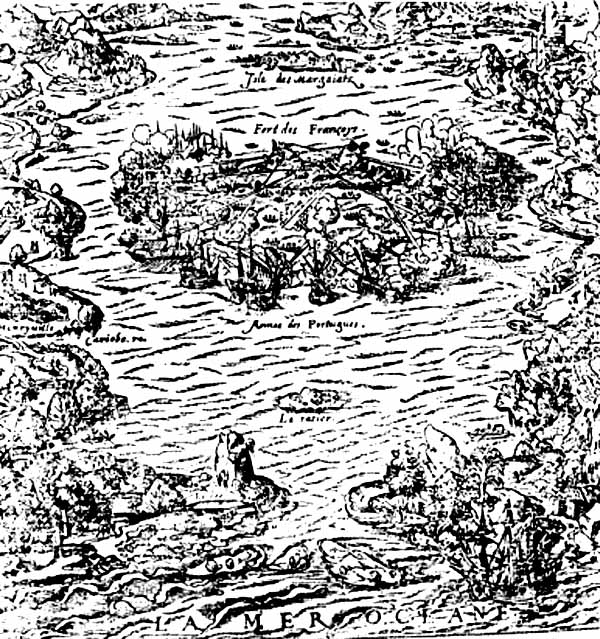
Disegno dell'isola di Villegaignon a Rio de Janeiro

Villegaignon divenne un'importante figura storica nel tentativo di re Enrico II di costruire una "Francia antartica", invadendo Rio de Janeiro, in Brasile nel 1555 con una flotta di due navi e 600 soldati e coloni, principalmente ugonotti francesi e calvinisti svizzeri  che cercavano di sfuggire alla persecuzione cattolica in Europa.
Il piano iniziale di Villegagnon era quello di aiutare gli ugonotti a fondare una colonia nel Nuovo Mondo. Voleva anche assicurare una base permanente in Brasile al fine di esplorare il legno del Brasile, una fonte molto preziosa di colore colore rosso e un legno duro per le costruzioni (che ha dato il nome a quello che è oggi il Brasile), e per esplorare i metalli e le pietre preziose, che gli europei credevano esistessero in abbondanza nel paese.
Dopo numerose battaglie contro i portoghesi, i coloni francesi furono sconfitti da Estácio de Sá, nipote del terzo governatore generale del Brasile, Mem de Sá, il 15-16 marzo 1558.
Villegaignon ritornò in Francia nel 1559, disgustato per le lotte tra cattolici e protestanti nella piccola colonia. Aveva lasciato la colonia sotto il comando di suo nipote Bois-le-Comte, cercando di ottenere più fondi e navi per la colonia. La lotta interna contro i calvinisti però fece delle avventure coloniali meno di una priorità per la Corona. Dopo che la colonia passò ai portoghesi, Villegagnon accettò di rinunciare ai suoi crediti verso la Francia antartica dopo aver ricevuto 30 000 écu dalla Corona portoghese.
In 1560 Villegagnon sfidò Giovanni Calvino a un dibattito teologico sull'eucaristia, che quest'ultimo rifiutò. Venne coinvolto attivamente contro i protestanti, e partecipò alla repressione della cospirazione di Amboise.

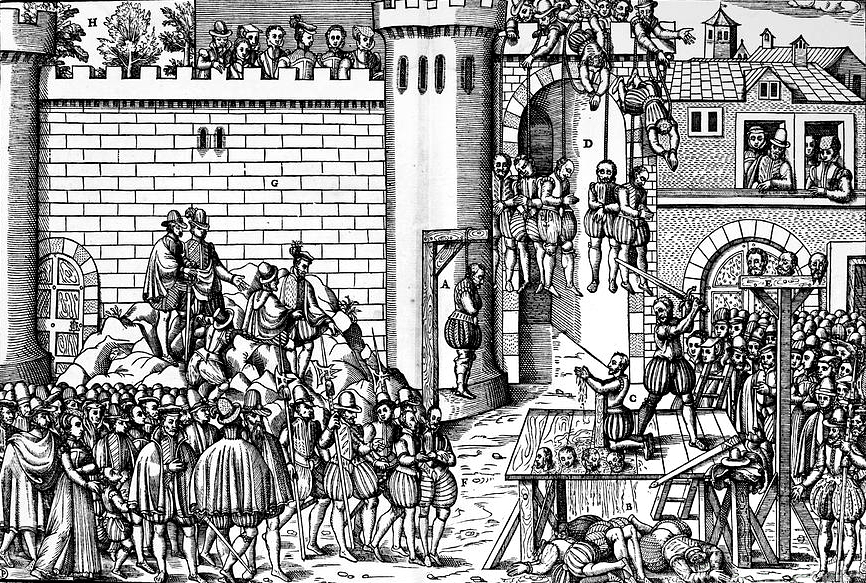
Villegagnon partecipò alla repressione della cospirazione di Amboise nel 1560.

Nel 1561, Pierre Richier pubblicò un pamphlet contro il comportamento di Villegagnon in Brasile, intitolato "Réfutation des folles resveries, excecrable blasphèmes, erreurs et mensonges de Nicolas Durand, qui se nomme Villagagnon".
Vennero fatti nuovi tentativi per creare una colonia ugonotta nel Nuovo Mondo, ancora una volta su istigazione di Gaspard de Châtillon, questa volta in Florida nel periodo 1562-1565, sotto Jean Ribault e René de Laudonnière.
Dal 1568, Villegagnon divenne il rappresentante dell'Ordine di Malta presso la Corte francese. L'anno seguente, nel 1569, pubblicò a Parigi una nuova controversia sull'eucaristia, in "De Consecratione, mystico sacrificio et duplici Christi oblatione".
Villegagnon divenne Commander of the Order of Malta nella Commanderia di Beauvais, dove morì il 9 gennaio 1571, all'età di circa 61 anni.
Il cattolico André Thévet, che lo accompagnò nel suo primo viaggio in Brasile, pubblicò nel 1572 una descrizione dell'avventura brasiliana e un attacco ai protestanti, nel suo "Cosmographie Universelle". Il protestante Jean Léry rispose nel 1578 con "Histoire d'un voyage faict en la terre du Brésil".
Nel suo libro, Brazil, A Land of the Future, lo scrittore austriaco Stefan Zweig descrisse il colorito carattere di Villegaignon:
(Stefan Zweig)